# Jeleznița, Blagoevgrad
Jeleznița (în bulgară Железница ) este un sat în partea de sud-vest a Bulgariei, în Regiunea Blagoevgrad. Aparține administrativ de comuna Simitli.  La recensământul din 2011 avea o populație de 368 locuitori.

## Demografie
Componența etnică a satului Jeleznița
     Turci (1,08%)
     Bulgari (92,39%)
     Romi (4,61%)
     Nicio identificare (1,9%)
La recensământul din 2011, populația satului Jeleznița era de 368 locuitori. Din punct de vedere etnic, majoritatea locuitorilor (92,39%) erau bulgari, existând și minorități de romi (4,61%) și turci (1,08%). Pentru 1,9% din locuitori nu este cunoscută apartenența etnică.